# Теорија перспективе
Теорија перспективе је социо-психолошка теорија по којој је процес одлучивања у области спољне политике ограничен формираним мишљењима и тенденцијом да се претерано реагује у кризним ситуацијама, постоји склоност да се одлуке доносе на основу претпостављених изгледа да могуће алтернативе доведу до испуњења циљева, а доносиоци одлука настоје да избегавају ризике при одлучивању о могућим добицима али прихватају ризик када су у питању одлуке о очекиваним губицима.

## Наводи
1. ↑  Čarls V. Kegli, Jr, Judžin R. Vitkof, Svetska politika - trend i transformacija, Centar za studije Jugoistočne Evrope, Fakultet političkih nauka, Diplomatska akademija, Beograd, 2004, стр. 142